# Crystal Castles (gruppo musicale)

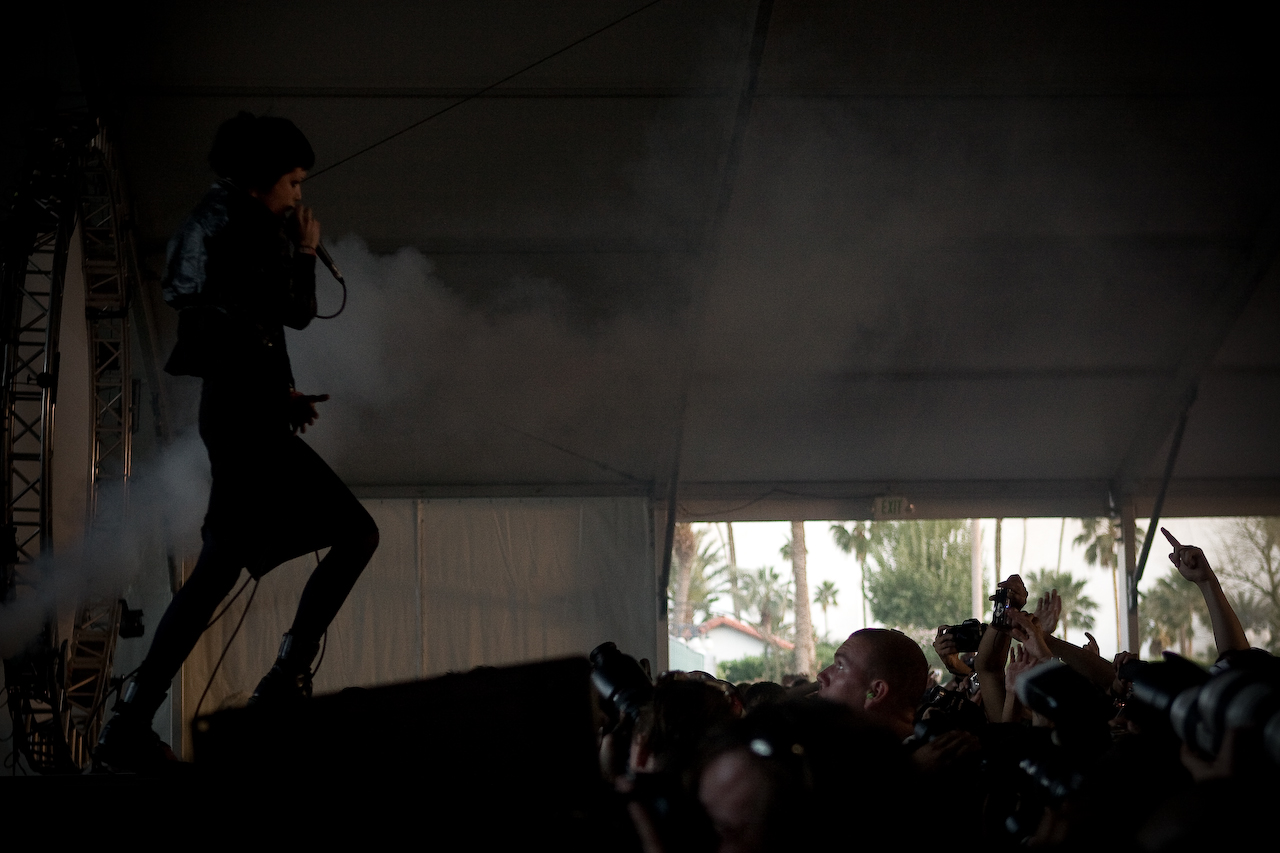
Crystal Castles 2009

I Crystal Castles sono stati un gruppo di musica elettronica formato dal polistrumentista Ethan Kath e dalla cantante Edith Frances. Quest'ultima ha sostituito Alice Glass, che con Ethan formò il gruppo a Toronto, in Ontario, nel 2004. I Crystal Castles sono noti non solo per i loro contributi musicali come band, ma anche per i loro show live particolarmente caotici e per i numerosi remix che Kath ha fatto per diversi altri gruppi.
L'8 ottobre 2014, tramite un post Facebook, Alice Glass annuncia la sua dipartita dalla band, ma nel 2015, ad aprile e a luglio, Ethan Kath pubblica due nuovi singoli, Frail e Deicide, a nome dei Crystal Castles.
In un'intervista ha poi rivelato il nome della vocalist delle due canzoni, Edith Frances, che successivamente prenderà il posto di Alice Glass nella band.
Nel 2017, dopo le accuse emerse dall'ex membro Alice Glass, che riguardavano abusi fisici, psicologici e sessuali, i Crystal Castels cancellarono tutte le date del loro tour in Nord America e non diedero più aggiornamenti sulla band. Edith Francis attualmente si è ritirata a vita privata mentre sono emerse altre accuse su Ethan anche dopo lo scioglimento.

## Il nome
Il nome Crystal Castles deriva dalla pubblicità di un giocattolo tratto dal cartone She-Ra, che diceva "The Crystal Castle is the source of all power" e "The fate of the world is safe in Crystal Castles".

## Storia
Il gruppo nasce nel dicembre del 2003 come un progetto iniziato da Ethan Kath, che all'epoca aveva 24 anni. Nell'aprile del 2005 Alice Glass registra alcune parti vocali per cinque pezzi strumentali di Kath. Il primo singolo della band viene registrato per caso: una registrazione di Glass viene diffusa su MySpace con il titolo Alice Pratice nel settembre del 2005. Glass non era a conoscenza della diffusione della registrazione, finché alcune case discografiche sentirono la canzone e contattarono il duo per offrirgli dei contratti con loro.
La canzone diventa così un singolo ufficiale nel 2006 e un 7" pubblicato dalla londinese Merok Records. Nel 2007 vengono diffusi i singoli Crimewave e Air War.
Nel marzo 2008 viene diffuso il primo album ufficiale, intitolato Crystal Castles e prodotto da Ethan Kath, Matthew Wagner e Squeak E. Clean. L'album è inserito al 39º posto della classifica "Migliori cento album del decennio 2000-2009" secondo la rivista NME.
Il secondo album della band è anch'esso un "self-titled", è quindi viene indicato come Crystal Castles (II). Esso esce nel maggio 2010. L'album ha avuto un successo più moderato, raggiungendo la posizione 48 della Official Albums Chart.
L'album contiene una collaborazione con Robert Smith (The Cure), che ha cantato una cover del brano Not in Love, che è uno dei maggior successi del gruppo.
Nel marzo 2012 la band annuncia l'uscita del terzo disco. Nel giugno seguente pubblica un video su YouTube in cui presentano una canzone nuova, senza però rivelarne il titolo. Questo viene rivelato qualche settimana dopo: si tratta di Plague, che viene pubblicato nel luglio come singolo. Nel mese di settembre il duo pubblica un altro singolo, Wrath of God. Nel novembre 2012 esce quindi l'album (III).
L'8 ottobre 2014 Alice Glass annuncia tramite un post sulla pagina Facebook, la sua dipartita e lo scioglimento del gruppo con l'intento di proseguire la carriera da solista.
Successivamente Ethan Kath trova una nuova cantante, Edith Frances, con la quale pubblica prima un singolo nel 2015 e un intero disco, Amnesty (I), nel 2016, il primo non omonimo al gruppo.

## Live
I Crystal Castles hanno effettuato numerosi tour in Europa, negli USA, in Australia e in Giappone. Hanno inoltre partecipato a diversi festival, come il Reading and Leeds Festivals in Inghilterra, nell'agosto del 2007 e sono stati chiamati per suonare al CMJ Festival nell'ottobre dello stesso anno. In novembre hanno inoltre guidato il tour inglese di Vice Magazine, chiamato Unitaur, a cui hanno partecipato tra gli altri anche These New Puritans e The Teenagers.
Nel maggio del 2008 i Crystal Castles hanno guidato il tour inglese NME New Noise insieme ai Friendly Fires di Laura Joy, i Team Waterpolo e White Lies.
I Crystal Castles si sono esibiti al Glastonbury Festival nel giugno del 2008, dove le esuberanze della performance di Alice Glass, come arrampicarsi sulle strutture del palco o i continui "stage-diving" (ossia tuffarsi dal palco sul pubblico, facendosi sostenere da quest'ultimo), costrinsero gli organizzatori a ridurre la loro esibizione. I Crystal Castles sono stati inoltre in tour con i Nine Inch Nails in diverse date tra luglio e agosto.
Hanno inoltre partecipato a numerosi festival estivi europei, incluso il Reading & Leeds Festivals inglese. Era atteso il loro ritorno nel Regno Unito per il settembre del 2008 per un tour, ma questo dovette essere cancellato per impegni discografici. La band ha suonato al Connect 2008 e in ottobre al Iceland Airwaves festival, in Islanda. Ad Halloween eseguirono un altro clamoroso concerto a Los Angeles, in cui Alice Glass ha distrutto la batteria.
In seguito il batterista per i live divenne Christopher Robin.
Il gruppo è stato di supporto ai Blur nel luglio 2009 a Londra. Nel 2010 si è esibito in diversi Paesi europei e negli Stati Uniti. Nel 2011 in Australia ha partecipato ad un loro concerto anche Robert Smith.

## Utilizzi della musica nei media
Alla fine del 2008, la canzone Air War, oltre ad essere una delle canzoni di sottofondo presenti nel gioco UEFA Euro 2008 è stata utilizzata dalla Toshiba in uno spot per la loro ultima gamma di prodotti ad alta definizione. Lo spot includeva la tecnica del freeze-frame, ispirata dal famoso metodo del Bullet time visto nella serie di Matrix. Lo spot ha vinto numerosi premi, compreso un record nel Guinness dei primati ed è stato sia trasmesso in televisione che proiettato nei cinema.
Inoltre la loro canzone Celestica è ascoltabile nel gioco PES 2011 e la versione di Not In Love insieme a Robert Smith è presente nel gioco FIFA 12.
I Crystal Castles sono anche comparsi nella seconda stagione della serie televisiva inglese Skins, in una discoteca, dove suonano Alice Practice. Sempre in Skins, però nella quinta stagione, in un episodio vi è Doe Deer dei Crystal Castles.

## Dispute sul copyright
Durante il 2008 i Crystal Castles sono stati coinvolti in due controversie legali:
- L'immagine di Madonna con l'occhio nero, di proprietà di Trevor Brown, è stata utilizzata dai Crystal Castles senza alcun permesso. Venne usata anche per il merchandise della band. Il tutto venne risolto in seguito con l'acquisto dei diritti sull'immagine di Trevor Brown.
- Molti dei brani dei Crystal Castles contengono sample presi, senza alcun permesso, dai brani musicali di altri musicisti provenienti da comunità di appassionati di chiptune, i quali permettono l'ascolto dei loro brani pubblicandoli sotto una licenza Creative Commons. Pitchfork pubblica in seguito un articolo in difesa della band, dicendo che i brani che contengono pezzi di musiche di altri musicisti non sono stati mai messi in commercio e che i Crystal Castles non sono responsabili della violazione della licenza Creative Commons.

## Stile
La musica dei Crystal Castles è facilmente riconoscibile dal loro uso estremo di suoni campionati e voce femminile distorta. Il gruppo attualmente non utilizza una tastiera modificata con un chip del suono Atari 5200 come oscillatore, anche se più volte è stato affermato. In un'intervista lo stesso Kath ha infatti spiegato che è stato un fraintendimento e che in realtà lui aveva cercato di inserire il chip nella tastiera, ma il tentativo non era riuscito.

## Membri
- Alice Glass: voce (2006–2014)
- Ethan Kath - strumenti e produzione (2006–2017)
- Edith Frances - voce (2015–2017)

## Videografia
- Alice Practice (2007) - Un video creato dai fan del gruppo e pubblicato come video ufficiale, diretto da Robin Luoma.
- Magic Spells (2008) - Diretto da Videomarsh, che ha creato l'effetto di un blocco che frantuma il cranio di qualcuno.
- Knights (2008) - Diretto da Jo Marini, usando alcune scene tranne dal noto film Babel.
- Courtship Dating (2008) - Diretto da Marc Pannozzo.
- Crimewave (2008) - Anche questo creato dai fan del gruppo e pubblicato come video ufficiale, include estratti da esibizioni live e scene dal film di Bruce LaBruce "Otto".
- Celestica (2010) - Diretto da Rob Hawkins.
- Baptism (2010) - Diretto da Rob Hawkins, ed editato da Marc Pannozzo.
- Sad Eyes (2013)
- Affection (2013)
- Concrete (2016)

## Discografia

### Album
- 2008 - Crystal Castles I
- 2010 - Crystal Castles II
- 2012 - III
- 2016 - Amnesty (I)

### EP
- Alice Practice 7" EP (1º giugno 2006)
  - Edizione limitata in 500 copie, vendute tutte in 3 giorni.

### Singoli
- Crimewave 7" (Crystal Castles vs. Health) (13 agosto 2007) – Trouble Records
- Air War 7" (17 dicembre, 2007) – Trouble Records (TROUBLE001)
- Courtship Dating 7" (31 marzo 2008)
- Crimewave 12" (Crystal Castles vs. Health) (settembre 2008)